# Wioślarstwo na Letnich Igrzyskach Olimpijskich 2016 – ósemka kobiet
Rywalizacja w ósemkach kobiet w wioślarstwie na Letnich Igrzyskach Olimpijskich 2016 rozgrywana była między 8 a 13 sierpnia na Lagoa Rodrigo de Freitas.
Do zawodów zgłoszonych zostało 7 osad.

## Terminarz
Wszystkie godziny podane są w czasie brazylijskim (UTC-03:00).
| Data             | Godzina   |            |
| Data             | UTC-03:00 |            |
| ---------------- | --------- | ---------- |
| 8 sierpnia 2016  | 08:50     | Eliminacje |
| 11 sierpnia 2016 | 09:50     | Repasaże   |
| 13 sierpnia 2016 | 11:06     | Finały     |

## Rekordy
| Nazwa             | Zawodnicy | Kraj              | Rezultat | Miejsce  | Data             |
| ----------------- | --- | ----------------- | -------- | -------- | ---------------- |
| Rekord świata     | Emily Regan Amanda Polk Katelin Snyder Kerry Simmonds Grace Luczak Heidi Robbins Lauren Schmetterling Victoria Opitz Caroline Lind | Stany Zjednoczone | 5:54,160 | Lucerna  | 14 lipca 2013    |
| Rekord olimpijski | Anna Cummins Samantha Magee Mary Whipple Laurel Korholz Alison Cox Kate Johnson Megan Dirkmaat Lianne Nelson Caryn Davies          | Stany Zjednoczone | Ateny    | 5:56,550 | 15 sierpnia 2004 |

## Wyniki

### Eliminacje
Do finału bezpośrednio awansowali zwycięzcy biegów. Pozostałe osady wzięły udział w repasażu.
Bieg 1
| Pozycja | Tor | Zawodnik | Reprezentacja     | Czas    | Uwagi |
| ------- | --- | --- | ----------------- | ------- | ----- |
| 1.      | 1   | Katelin Snyder Meghan Musnicki Amanda Polk Elle Logan Tessa Gobbo Lauren Schmetterling Emily Regan Amanda Elmore Kerry Simmonds             | Stany Zjednoczone | 6:06,34 | Q     |
| 2.      | 2   | Wianca van Dorp Lies Rustenburg José van Veen Ellen Hogerwerf Sophie Souwer Monica Lanz Olivia van Rooijen Claudia Belderbos Ae-Ri Noort    | Holandia          | 6:14,36 |       |
| 3.      | 3   | Ioana Craciun Laura Oprea Daniela Druncea Adelina Cojocariu Roxana Cogianu Mădălina Bereș Andreea Boghian Mihaela Petrilă Iuliana Popa      | Rumunia           | 6:16,24 |       |
| 4.      | 4   | Fiona Albert Jessica Morrison Alexandra Hagan Meaghan Volker Molly Goodman Olympia Aldersey Lucy Stephan Charlotte Sutherland Sarah Banting | Australia         | 6:22,68 |       |

Bieg 2
| Pozycja | Tor | Zawodnik | Reprezentacja   | Czas    | Uwagi |
| ------- | --- | --- | --------------- | ------- | ----- |
| 1.      | 3   | Zoe De Toledo Frances Houghton Polly Swann Zoe Lee Jessica Eddie Katie Solesbury Greves Melanie Wilson Karen Bennett Olivia Carnegie-Brown                     | Wielka Brytania | 6:09,52 | Q     |
| 2.      | 2   | Kayla Pratt Rebecca Scown Ruby Tew Kelsey Bevan Grace Prendergast Kerri Gowler Genevieve Behrent Emma Dyke Francie Turner                                      | Nowa Zelandia   | 6:12,05 |       |
| 3.      | 1   | Cristy Nurse Lisa Roman Antje von Seydlitz-Kurzbach Christine Roper Lauren Wilkinson Susanne Grainger Natalie Mastracci Caileigh Filmer Lesley Thompson-Willie | Kanada          | 6:12,44 |       |

### Repasaże
Cztery pierwsze osady awansowały do finału. Pozostałe osady odpadły.
| Pozycja | Tor | Zawodnik | Reprezentacja | Czas    | Uwagi |
| ------- | --- | --- | ------------- | ------- | ----- |
| 1.      | 1   | Cristy Nurse Lisa Roman Antje von Seydlitz-Kurzbach Christine Roper Lauren Wilkinson Susanne Grainger Natalie Mastracci Caileigh Filmer Lesley Thompson-Willie | Kanada        | 6:28,07 | Q     |
| 2.      | 4   | Ioana Craciun Laura Oprea Daniela Druncea Adelina Cojocariu Roxana Cogianu Mădălina Bereș Andreea Boghian Mihaela Petrilă Iuliana Popa                         | Rumunia       | 6:32,63 | Q     |
| 3.      | 3   | Kayla Pratt Rebecca Scown Ruby Tew Kelsey Bevan Grace Prendergast Kerri Gowler Genevieve Behrent Emma Dyke Francie Turner                                      | Nowa Zelandia | 6:34,90 | Q     |
| 4.      | 2   | Wianca van Dorp Lies Rustenburg José van Veen Ellen Hogerwerf Sophie Souwer Monica Lanz Olivia van Rooijen Claudia Belderbos Ae-Ri Noort                       | Holandia      | 6:35,96 | Q     |
| 5.      | 5   | Fiona Albert Jessica Morrison Alexandra Hagan Meaghan Volker Molly Goodman Olympia Aldersey Lucy Stephan Charlotte Sutherland Sarah Banting                    | Australia     | 6:40,45 |       |

### Finał
| Pozycja | Tor | Zawodnik | Reprezentacja     | Czas    | Uwagi |
| ------- | --- | --- | ----------------- | ------- | ----- |
| złoto   | 3   | Katelin Snyder Meghan Musnicki Amanda Polk Elle Logan Tessa Gobbo Lauren Schmetterling Emily Regan Amanda Elmore Kerry Simmonds                                | Stany Zjednoczone | 6:01,49 |       |
| srebro  | 4   | Zoe De Toledo Frances Houghton Polly Swann Zoe Lee Jessica Eddie Katie Solesbury Greves Melanie Wilson Karen Bennett Olivia Carnegie-Brown                     | Wielka Brytania   | 6:03,98 |       |
| brąz    | 2   | Ioana Craciun Laura Oprea Daniela Druncea Adelina Cojocariu Roxana Cogianu Mădălina Bereș Andreea Boghian Mihaela Petrilă Iuliana Popa                         | Rumunia           | 6:04,10 |       |
| 4.      | 6   | Kayla Pratt Rebecca Scown Ruby Tew Kelsey Bevan Grace Prendergast Kerri Gowler Genevieve Behrent Emma Dyke Francie Turner                                      | Nowa Zelandia     | 6:05,48 |       |
| 5.      | 5   | Cristy Nurse Lisa Roman Antje von Seydlitz-Kurzbach Christine Roper Lauren Wilkinson Susanne Grainger Natalie Mastracci Caileigh Filmer Lesley Thompson-Willie | Kanada            | 6:06,04 |       |
| 6.      | 1   | Wianca van Dorp Lies Rustenburg José van Veen Ellen Hogerwerf Sophie Souwer Monica Lanz Olivia van Rooijen Claudia Belderbos Ae-Ri Noort                       | Holandia          | 6:08,37 |       |